# Парчић (Дрниш)
Парчић је насељено мјесто у саставу града Дрниша, у Далмацији, Шибенско-книнска жупанија, Република Хрватска.

## Географија
Насеље је удаљено око 8 км сјевероисточно од Дрниша. Налази се на источном рубу Петровог поља, у подножју планине Свилаје, између српских села Миочића и Кањана.

## Историја
Парчић се од распада Југославије до августа 1995. године налазио у Републици Српској Крајини.

## Становништво
Према попису становништва из 1991. године, село је имало 258 становника, 251 Хрвата и 7 осталих, без Срба. Према попису становништва из 2001. године, Парчић је имао 134 становника. Насеље је према попису становништва из 2011. године имало 119 становника.
| Демографија | Демографија | Демографија |
| Година      | Становника  | Становника  |
| ----------- | ----------- | ----------- |
| 1961.       | 403         |             |
| 1971.       | 446         |             |
| 1981.       | 322         |             |
| 1991.       | 258         |             |
| 2001.       | 134         |             |
| 2011.       |             | 119         |

## Попис 1991.
На попису становништва 1991. године, насељено место Парчић је имало 258 становника, следећег националног састава:
| Попис 1991.‍  | Попис 1991.‍  | Попис 1991.‍ | Попис 1991.‍ | Попис 1991.‍ |
| ------------ | ------------ | ----------- | ----------- | ----------- |
|              |              |             |             |             |
| Хрвати       | Хрвати       |             | 251         | 97,28%      |
| неопредељени | неопредељени |             | 1           | 0,38%       |
| непознато    | непознато    |             | 6           | 2,32%       |
| укупно: 258  |              |             |             |             |